# Otto Günther-Naumburg

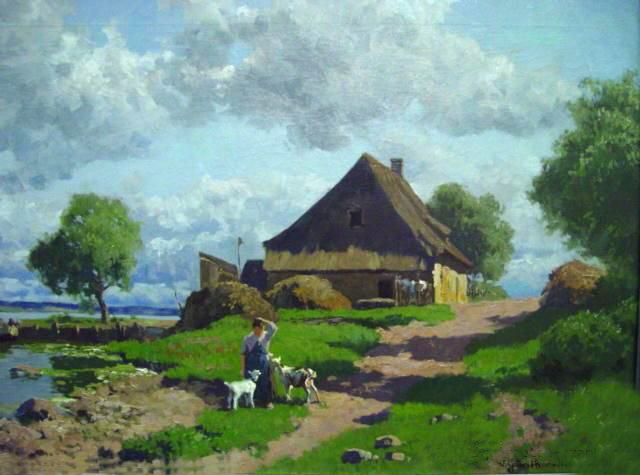
Seelandschaft mit Scheune

Otto Günther-Naumburg (* 19. September 1856 in Naumburg (Saale); † 21. Juni 1941 in Berlin) war ein deutscher Architektur- und Landschaftsmaler sowie Hochschullehrer.

## Leben
Otto Günther-Naumburg wurde am 19. September 1856 in Naumburg geboren und war ab 1861 in Berlin ansässig. Er studierte 1873–1877 an der Königlichen Akademie der Künste Berlin bei Albert Hertel und dessen Nachfolger Christian Wilberg.
Zu seinen Werken zählen vorrangig Architektur- und Landschaftsbilder. Er beteiligte sich an zahlreichen Ausstellungen und errang dabei mehrfach Auszeichnungen. Ab dem Jahr 1877 beschickte er die Akademie-Ausstellung, ab 1893 die Große Berliner Kunstausstellung, ab 1891 war er auch im Münchner Glaspalast vertreten. Günther-Naumburg lehrte ab 1892 an der Technischen Hochschule (Berlin-)Charlottenburg als Professor für Aquarellmalerei. Er starb am 21. Juni 1941 in Berlin.

## Werk
Otto Günther-Naumburg malte in einem altmeisterlich-realistischen Stil in fein nuancierter Farbgebung.
Er erstellte mindestens ein Diorama über Berlin für das Passage-Panoptikum, eröffnet 1888.
Öffentlich zugänglich sind Bilder von Günther-Naumburg z. B. im Rathaus Dillingen/Saar. Als zwischen 1906 und 1908 der Architekt Wilhelm Franz in der aufstrebenden Industriegemeinde Dillingen einen Rathausneubau in einer Mischung aus Neorenaissance und Jugendstilelementen baute, vermittelte er die malerische Ausstattung des Ratssaales an Günther-Naumburg. Günther-Naumburg schuf für den Saal die großformatigen Ölgemälde „Die Rückkehr der Herren von Siersberg und Dillingen von der Belehungsfeier in der Liebfrauenkirche zu Trier am 17. Januar 1333“ und „Das alte Schloss und die Dillinger Hütte im Jahre 1909“, am unteren Bildrand beider Gemälde integrierte er dynastische Wappen.
Weitere dekorative Wandgemälde entstanden für das Preußische Abgeordnetenhaus in Berlin, das Verwaltungsgebäude des Allgemeinen Knappschaftsvereins in Bochum und das Potsdamer Rathaus.